# Церковь Успения Пресвятой Богородицы в Коростыни
Церковь Успения Пресвятой Богородицы в Коростыни — православный храм в деревне Коростынь Шимского района Новгородской области, на южном побережье озера Ильмень. Объект культурного наследия регионального значения.

## Предыстория
До возникновения церкви Успения, согласно новгородской писцовой книге 1499 года, на погосте располагалась церковь «Великий Никола». После присоединения Новгородской республики к Московскому царству Коростынь стала дворцовой вотчиной. Писцовая книга 1629 г. гласит, что на погосте стояла деревянная шатровая церковь Николая Чудотворца, сохранившаяся после шведской оккупации 1611-1617 гг.

## История и архитектура
Храм был возведен по заказу императрицы Екатерины I, сделанному в 1721 г., когда был заключен Ништадтский мирный договор и отмечалось 250-летие Коростынского мира 1471 г. Императрицей в Коростынь был послан итальянский архитектор Гаэтано Киавери, работавший в Санкт-Петербурге. Согласно клировой ведомости за 1882 г., храм был достроен в 1736 г.
План храма был создан архитектором в 1722 г. В настоящий момент он хранится в собрании графики галереи Альбертина в Вене. Первая публикация планов осуществлена биографом архитектора Э. Хемпелем, а в России опубликована В.Я. Шилковым. Вокруг него ведутся споры.
План церкви именуется «Церковь в форме треугольника, посвященная святейшей Троице и построенная в Каростинофе по Указу Императрицы Московии Екатерины Алексеевны в 1722 году мной, Гаэтано Кьяуэрри, архитекторе на службе Царя и Царицы в С. Петербурге». В.Я. Шилков в своей публикации, сопоставив план и внешний вид церкви, делает вывод, что он действительно относится к ней в части сходства гофрированной стены главного фасада, трактовок передней и алтаря. В остальной части, полагает автор, Киавери пришлось изменить задумку, подстроившись под вкус эпохи.

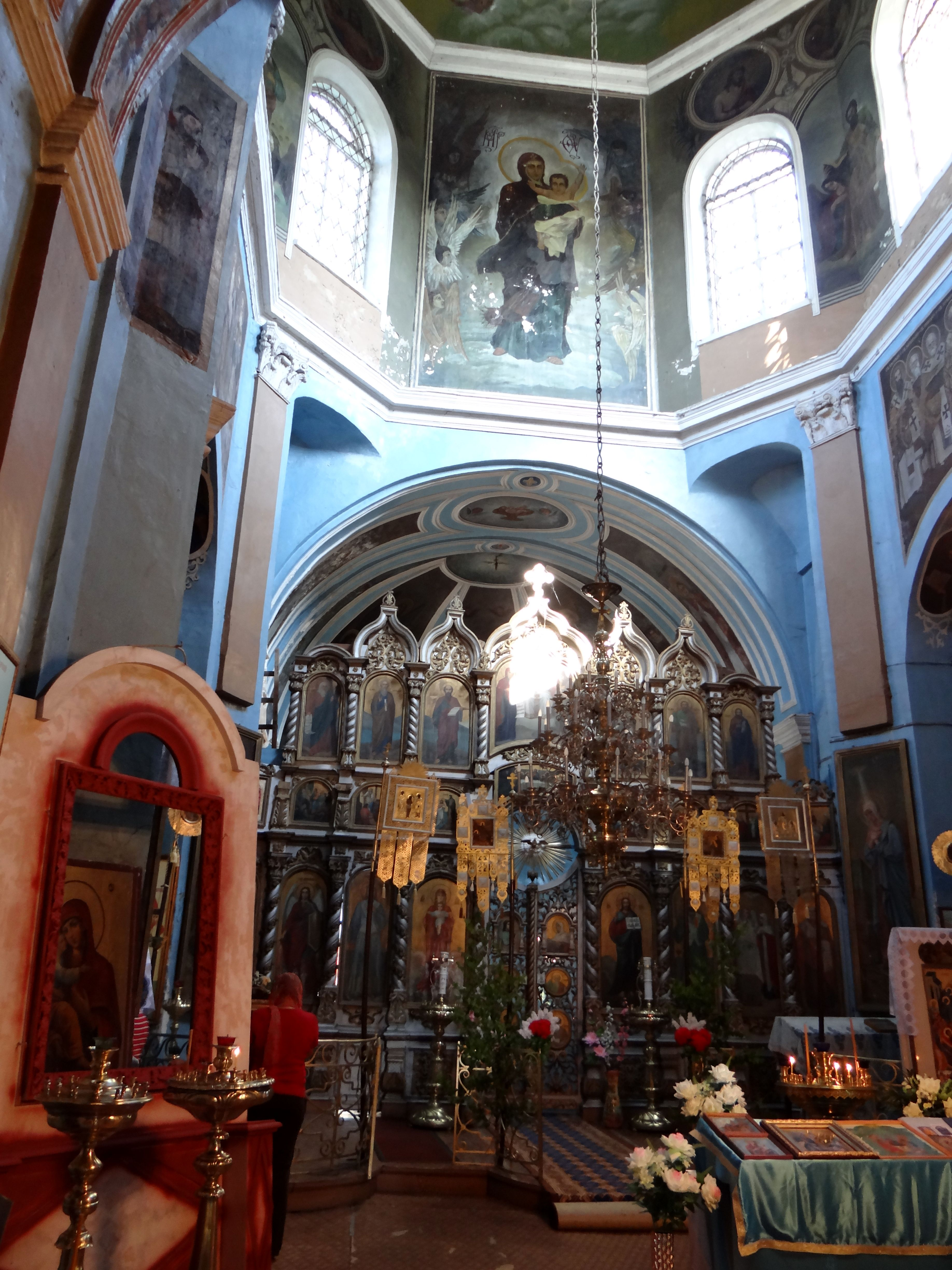
Интерьер церкви

Исследовательница Костанца Караффа, считая проект неосуществленным, называет принятые на планах формы и решения наследием римского архитектора Франческо Борромини и академии Сан Лука, находит сходства с церковью Сент-Иво, проектом ризницы собора Святого Петра архитектора Антонио Валери. План церкви в Коростыни – это размышления автора о традиционной храмовой архитектуре с иерархическим расположением пространств и объёмов при переходе от обычной квадратной схемы к треугольной, предпринятой им.
А.Е. Ухналев называет план Киавери мистификацией. Архитектор покинул Россию в 1728 году и не оставил ни одной самостоятельной постройки, потому, чтобы продемонстрировать свою состоятельность перед академией Сан Лука, он создал портфолио мнимых проектов, осуществленных в России.
Как пишет Ухналев, вид церкви выдает европейский след, то есть строительство было заказано европейским архитекторам. Предполагается, что проект храма мог разработать архитектор Пьетро Антонио Трезини и поручить его исполнение своему ученику Даниле Елчанинову, или план сочинил немецкий архитектор Теодор Швертфегер.
Храм, единственный образец архитектуры петровского барокко на Новгородчине, построен следующим образом: ядро композиции – восьмиугольник, прорезающий сильно вытянутый прямоугольный объём. Внутри образован восьмигранный, хорошо освещенный зал. Грани украшены пилястрами с лепными коринфскими капителями. Обращает внимание западный фасад с выпуклым очертанием стен и колоннами — наиболее характерными признаками барокко. Колокольня построена в начале XIX в. С алтарной частью она соединена продолговатой трапезной по принципу «корабля». У трапезной есть два боковых придела, за которыми расположены короткий трансепт и апсида.
Вокруг церкви находится кладбище. От дороги церковь была отделена старой кованой оградой, которую в 2014 году сдали в металлолом.
Здание является объектом культурного наследия Новгородской области.
Храм был закрыт в 1930-х гг. Во время Великой Отечественной войны благодаря Псковской духовной миссии работа была возобновлена. После войны храм продолжил свою работу; согласно отчету Новгородской епархии за 1946 г., церковь в Коростыни была одной из двенадцати действовавших в Новгородском благочинии и – из 36 во всей епархии. В 1943 г. из Георгиевской церкви в Старой Руссе в храм был перенесен старинный иконостас, вернувшийся на прежнее место после войны.

## Святыни

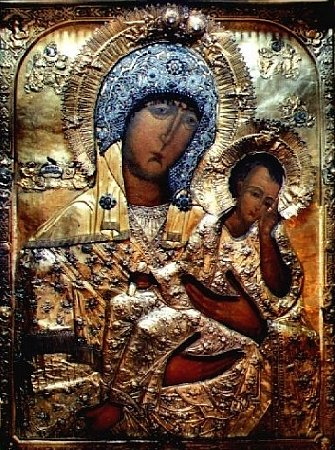
Икона Старорусской Божьей Матери

Главной святыней храма является список с иконы Старорусской Божьей Матери, сделанный с оригинала в 1877 г. и перенесенный из Тихвина год спустя.
Список отличается от оригинала тем, что в полях написаны лики святых: преп. Иоанн Лествичник; преп. муч. Параскева Пятница; преп. Мария Египетская; прор. Анна; новгородские святые преп. Варлаам Хутынский, Михаил Клопский, Антоний Римлянин; преп. Антоний Леохновский и Ефрем Перекопский.
По легенде, образ Старорусской Божьей Матери был перенесен из Ольвиополя в 1470 г. по просьбе греков, которые ожидали турецкого вторжения, был передан в Новгород князю Михаилу Олельковичу. В Старую Руссу икона попала за полгода до Шелонской битвы, а через сто лет была перенесена в Тихвин.
В 1961-1962 гг. в Новгородский музей-заповедник были переданы иконы XIX в.: «Воскресение - Сошествие во ад», «Свв. Василий Великий, Иоанн Златоуст, Григорий Богослов», «Св. Николай Чудотворец (Никола Зарайский), с житием». Прежде они находились в храме.
Периодически храму жертвуют иконы. В 2010 г. несколько жителей Санкт-Петербурга подарили храму образы Пресвятой Богородицы и Георгия Победоносца.